# 吉健
吉健（韓語：길건，1979年4月19日—），南韓女歌手，身高169厘米，畢業於南韓釜山藝術大學演劇學系。她發行的首張唱片叫「Real (My Name Is KG)」（2004年）。

## 主演作品
- 2005年：（由電視頻道「m.net」播出的處景喜劇）